# Koppathimmanahalli, Malur
Koppathimmanahalli là một làng thuộc tehsil Malur, huyện Kolar, bang Karnataka, Ấn Độ.